# José Dominguez
José Manuel Martins Dominguez (ur. 16 lutego 1974 w Lizbonie) – portugalski piłkarz grający na pozycji bocznego pomocnika. W swojej karierze rozegrał 3 mecze w reprezentacji Portugalii.

## Kariera klubowa
Swoją karierę piłkarską Dominguez rozpoczął w klubie SL Benfica. Nie zdołał jednak zadebiutować w pierwszym zespole Benfiki. W 1992 roku został na rok wypożyczony do SU Sintrense, a w sezonie 1993/1994 przebywał na wypożyczeniu w AD Fafe. W 1994 roku odszedł z Benfiki do Birmingham City. W sezonie 1994/1995 spadł z nim z Division One do Division Two.
Latem 1995 roku Dominguez wrócił do Portugalii. Został zawodnikiem Sportingu CP. Swój debiut w nim zaliczył 27 sierpnia 1995 w zremisowanym 0:0 domowym mecu z Boavistą. Zawodnikiem Sportingu był przez do końca sezonu 1996/1997.
W 1997 roku Dominguez przeszedł za 1.6 miliona funtów do Tottenhamu Hotspur, prowadzonego wówczas przez menedżera Gerry'ego Francisa. W Premier League zadebiutował 23 sierpnia 1997 w zwycięskim 1:0 domowym meczu z Derby County. W 1999 roku zdobył z Tottenhamem Puchar Ligi Angielskiej.
W 2001 roku Dominguez odszedł z Tottenhamu do 1. FC Kaiserslautern. W Bundeslidze swój debiut zanotował 18 listopada 2000 w przegranym 0:2 domowym meczu z Freiburgiem. W Kaiserslautern występował do końca sezonu 2003/2004.
W 2004 roku Dominguez grał w katarskim Al-Ahli. Z kolei w 2005 roku wystąpił w 7 meczach zespołu CR Vasco da Gama, w którym zakończył karierę.
| Sezon   | Klub                 | Kraj       | Rozgrywki      | Mecze | Bramki |
| ------- | -------------------- | ---------- | -------------- | ----- | ------ |
| 1991/92 | SU Sintrense         | Portugalia | Segunda Liga   | ?     | ?      |
| 1992/93 | AD Fafe              | Portugalia | Segunda Liga   | ?     | ?      |
| 1993/94 | Birmingham City      | Anglia     | Division One   | 5     | 0      |
| 1994/95 | Birmingham City      | Anglia     | Division Two   | 30    | 3      |
| 1995/96 | Sporting CP          | Portugalia | Primeira Liga  | 30    | 1      |
| 1996/97 | Sporting CP          | Portugalia | Primeira Liga  | 32    | 3      |
| 1997/98 | Tottenham Hotspur    | Anglia     | Premier League | 18    | 2      |
| 1998/99 | Tottenham Hotspur    | Anglia     | Premier League | 13    | 2      |
| 1999/00 | Tottenham Hotspur    | Anglia     | Premier League | 12    | 0      |
| 2000/01 | Tottenham Hotspur    | Anglia     | Premier League | 2     | 0      |
| 2000/01 | 1. FC Kaiserslautern | Niemcy     | Bundesliga     | 7     | 1      |
| 2001/02 | 1. FC Kaiserslautern | Niemcy     | Bundesliga     | 2     | 0      |
| 2002/03 | 1. FC Kaiserslautern | Niemcy     | Bundesliga     | 21    | 3      |
| 2003/04 | 1. FC Kaiserslautern | Niemcy     | Bundesliga     | 26    | 1      |
| 2004/05 | Al-Ahli              | Katar      | Q-League       | ?     | ?      |
| 2005    | CR Vasco da Gama     | Brazylia   | Série A        | 7     | 0      |

## Kariera reprezentacyjna
W reprezentacji Portugalii Dominguez zadebiutował 11 października 1995 roku w zremisowanym 1:1 meczu eliminacji do Euro 96 z Austrią, rozegranym w Wiedniu. W 1996 roku zagrał na Igrzyskach Olimpijskich w Atlancie, na których zajął z Portugalią 4. miejsce. Od 1995 do 1996 roku rozegrał w kadrze narodowej 3 mecze.
| Mecze i gole w reprezentacji | Mecze i gole w reprezentacji | Mecze i gole w reprezentacji | Mecze i gole w reprezentacji | Mecze i gole w reprezentacji | Mecze i gole w reprezentacji | Mecze i gole w reprezentacji |
| #                            | Data                         | Stadion                      | Rywal                        | Wynik                        | Gol                          | Rozgrywki                    |
| 1995                         | 1995                         | 1995                         | 1995                         | 1995                         | 1995                         | 1995                         |
| ---------------------------- | ---------------------------- | ---------------------------- | ---------------------------- | ---------------------------- | ---------------------------- | ---------------------------- |
| 1.                           | 11.10.1995                   | Wiedeń, Austria              | Austria                      | 1:1                          | 0                            | el. ME 1996                  |
| 2.                           | 12.12.1995                   | Londyn, Anglia               | Anglia                       | 1:1                          | 0                            | towarzyski                   |
| 1996                         |                              |                              |                              |                              |                              |                              |
| 3.                           | 24.01.1996                   | Paryż, Francja               | Francja                      | 2:3                          | 0                            | towarzyski                   |